# Nigel Godrich
Pour les articles homonymes, voir Godrich.
 (novembre 2018).
Nigel Timothy Godrich, né le 28 février 1971 à Westminster, est un producteur de musique britannique. Il est surtout connu pour son travail avec le groupe anglais Radiohead, dont il est parfois considéré comme le sixième membre.

## Carrière
Sa première collaboration avec Radiohead remonte à 1994, lors de l'enregistrement de The Bends, le deuxième album du groupe. Alors qu'il n'avait aucune responsabilité sur cet album, il remplaça un jour John Leckie, le producteur engagé par le groupe, parti à un mariage. De cette collaboration naquit le morceau Black star, initialement destiné à être une face B, mais qui finit sur l'album, tant le résultat plaisait au groupe.
Sa première collaboration sur un album entier date de 1997, avec OK Computer, le troisième album de Radiohead. Le succès mondial de cet album a élevé Godrich au rang de producteur de rock le plus courtisé de la planète.
Il a depuis collaboré, soit à la production ou au mixage, avec entre autres : Paul McCartney, Travis, Beck, Pavement, Air, Natalie Imbruglia, The Divine Comedy, U2, R.E.M., Charlotte Gainsbourg, et Zero 7.
En 2002, les Strokes ont fait appel à lui pour produire leur album Room on Fire mais, n'étant pas satisfaits de cette collaboration, les new-yorkais remercièrent Godrich après seulement quelques sessions. Le fait que le courant ne soit pas passé entre le groupe et Godrich est souvent considéré comme étant dû au fossé culturel séparant Européens et Américains.
Fin 2005, le groupe Radiohead a annoncé qu'il n'allait pas renouveler sa collaboration avec Nigel Godrich pour son septième album (qui devait paraître courant 2006), afin de pouvoir continuer à explorer de nouveaux horizons musicaux. Le groupe estime en effet être entré dans la « zone de confort » avec Godrich, qui est par ailleurs un de leurs meilleurs amis. Ce dernier revient pourtant s'occuper des sessions pour ce même album en 2006 et enregistrera, mixera et produira ce nouvel opus, intitulé In Rainbows.
En 2006 il produira le très electro et avant gardiste The Eraser, album solo de Thom Yorke (leader de Radiohead). Il participera d'ailleurs en tant que musicien lors des représentations live du groupe Atoms for Peace.
En 2017, Roger Waters fait appel à Nigel Godrich pour son album solo Is This the Life We Really Want?.

## Discographie (partielle)

### avec Radiohead
- 1995 - The Bends (chanson Blackstar)
- 1997 - OK Computer
- 1997 - No Surprises/Running From Demons
- 1997 - Airbag/How Am I Driving?
- 2000 - Kid A
- 2001 - Amnesiac
- 2001 - I Might Be Wrong: Live Recordings
- 2003 - Hail to the Thief
- 2004 - COM LAG (2plus2isfive)
- 2006 - The Eraser (Thom Yorke)
- 2007 - In Rainbows
- 2011 - The King of Limbs
- 2014 - Tomorow's Modern Boxes (Thom Yorke)
- 2016 - A Moon Shaped Pool

### Autres collaborations
- 1996 - English and French de Hopper
- 1998 - Left of the Middle de Natalie Imbruglia (mixage)
- 1998 - Mutations de Beck
- 1999 - Terror Twilight de Pavement
- 1999 - The Man Who de Travis
- 1999 - Can You Still Feel? de Jason Falkner
- 2001 - Regeneration de The Divine Comedy
- 2001 - The Invisible Band de Travis
- 2002 - Sea Change de Beck
- 2004 - Talkie Walkie de Air
- 2004 - Heroes to Zeros de The Beta Band (mixage)
- 2004 - Do they know It's Christmas, single du Band Aid 20
- 2005 - Late Night Tales: Flaming Lips
- 2005 - Chaos and Creation in the Backyard de Paul McCartney
- 2006 - 5:55 de Charlotte Gainsbourg
- 2006 - The Information de Beck
- 2007 - Pocket Symphony de Air
- 2007 - The Boy With No Name de Travis
- 2009 - Yeah Ghost de Zero 7
- 2010 - Turn Ons de The Hot Rats
- 2012 - A Different Ship de Here We Go Magic
- 2012 - Ultraísta de Ultraísta (mixage)
- 2013 - AMOK de Atom For Peace
- 2014 - Warpaint de Warpaint (mixage)
- 2015 - Junun de Shye Ben Tzur, Jonny Greenwood, the Rajasthan Express
- 2016 - The Getaway de Red Hot Chili Peppers (mixage)
- 2017 - Is This the Life We Really Want? de Roger Waters
- 2022 - We de Arcade Fire
- 2022 - A Light for Attracting Attention de The Smile

## Filmographie
- 2010 : Scott Pilgrim - bande originale
- 2015 : Star Wars, épisode VII : Le Réveil de la Force de J. J. Abrams : le stormtrooper FN-9330 (caméo)
- 2019 : Star Wars, épisode IX : L'Ascension de Skywalker (Star Wars: Episode IX – The Rise of Skywalker) de J. J. Abrams : le stormtrooper FN-2802 (caméo)